# 신강균
신강균(申岡均, 1959년 5월 11일 ~ )은  대한민국의 언론인이다.

## 학력
- 1971년 혜화국민학교 졸업
- 1974년 동대부중 졸업
- 1977년 경동고등학교 졸업
- 1981년 건국대학교 법학과 졸업
- 1986년 고려대학교 대학원 법학과 법철학석사 졸업

## 경력
- 1986년 MBC 보도국 기자 입사
- 1990년 MBC 보도국 <카메라출동> 전담기자
- 1994년 MBC 보도제작국 <시사매거진2580> 창설멤버
- 1996년 삼성언론재단 제 1기 언론인 해외연수생
- 1998년 MBC 보도국 정치부
- 2000년 MBC 보도제작국 2580부
- 2003년 MBC 보도제작국 <신강균의 뉴스서비스 사실은…> 진행
- 2005년 MBC 보도제작국 <100분토론> 차장
- 2010년 MBC 보도국 중국지사장 베이징특파원
- 2015년 MBC 보도본부 통일방송연구소 소장
- 2015년 MBC <통일전망대> 진행
- 2017년 MBC 광고국장

## 진행
- MBC 뉴스데스크 카메라 출동 (1990년 ~ 1992년)
- 시사매거진 2580 (1994년 ~ 2003년)
- 신강균의 뉴스 서비스 사실은 (2003년 ~ 2005년)
- 통일전망대 (2015년-2017)

## 수상
- 1990년 한국기자협회 제22회 한국기자상
- 1990년 한국방송협회 방송대상 TV보도부문
- 1991년 제4회 대한언론상
- 1992년 제17회 이달의 기자상
- 1992년 제21회 이달의 기자상
- 1992년 제24회 이달의 기자상
- 1992년 한국보도상
- 1993년 제 3회 한국언론학회 언론상
- 1995년 제 16회 캐나다 반프 TV 페스티발 우수상

## 이슈

### 명품백 파문
2004년 MBC 미디어 비평 프로그램 ‘신강균의 뉴스 서비스 사실은’ 앵커였을 때 SBS 대주주인 건설업체 태영에 대한 비리 보도 이후 강성주 보도국장, 이상호 기자와 함께 태영 측과 동창 모임 저녁식사를 하는 자리에서 선물을 받았다가 명품 백임을 알고 다음날 돌려주었음이 동석했던 이상호 기자에 의해 폭로되었다. 이 일로 정직 2개월의 징계를 받았다. 정작 폭로한 이상호 기자보다 더 빠르게 돌려주었음이 확인되었다.

### 이상호 기자, "(신강균) 삼성의 로비스트" 주장
이상호 기자는 "X파일 취재 당시 담당 부장과의 협의 하에서 2개월 동안 삼성 관련 취재 사실을 신강균 앵커에게 철저히 숨겨왔다"며 "그가 삼성의 로비스트였기 때문"이라고 말했다. 이에 대해 당시 신강균 부장은 프레시안과 통화에서 "(이상호 기자 발언의) 전후 맥락을 모르겠다"며 답변을 거부했다.
신강균 앵커 (직급상 차장급 기자)는 당시, “만약 그런 일이 있었다면 어떠한 보직부장이, 프로그램 취재를 방해하는 진행자를 그냥 놔둘 수 있었겠는가?”, ”그랬다면 김학희 부장께서 바로 윗선에 보고해 진작에 교체를 하셨을 것이지 않겠는가?“라며, 이전에 삼성언론재단의 해외연수생으로 선발된 적이 있지만, 삼성언론재단의 해외연수생에는 한겨레신문과 민주당 파로 분류되는 언론사와 기자들도 상당수 선발되었다며, 중상이며 터무니없는 소설이라 했다.

### 문재인 정권출범후 법인카드문제 해고사건
MBC는 신강균 기자를 법인카드 부정 사용 등의 사유로 해고했다고 대주주인 방송문화진흥회 이사회에 보고했다.

## 활동

### 1. 카메라 출동
1990년 카메라출동부 창설 멤버였던 신강균 기자와 권오성 카메라 기자는, 1년씩 담당 후 다른 부서로 이동한 다른 팀들과 달리, 4년 동안 한 팀으로 계속 근무하면서 ‘살아있는 곰에서 생 곰쓸개 즙 채취 현장’ 등등 다수의 특종으로 여러 수상 기록을 남겼다.
MBC 뉴스데스크 간판 프로그램인 [카메라출동]은, 이전 보도국 카메라 취재부의 영상기자들의 현장 중심 방송영상으로 화제가 되었고, 1990년부터는 보도기자들이 투입돼 카메라 출동 부가 신설 확대되면서, 파격적으로 4-5분씩의 장시간 리포트로 확장해, 뉴스데스크의 시청률을 크게 높였다.
[영상의 힘을 확인한 ‘카메라 출동’_MBC 신강균 기자]

### 2. 시사매거진 2580
TV 심층 탐사보도 (DEPTH REPORT) 대명사인 MBC [시사매거진 2580] 첫 회, 첫 아이템을 방송했고, 이후 최장수 재직 기자로 남아있다. (약 6년)
시사매거진 2580

### 3. 뉴스서비스 사실은...
- MBC 미디어비평 ‘신강균의 뉴스서비스 사실은… ‘ 등 공중파 방송사의 소위 ‘미디어비평 프로그램’ 탄생 배경과 그 영향

김대중, 노무현 대통령 시절 만들어진 MBC와 KBS의 미디어비평 프로그램들, 결국 지난 20여 년을 돌이켜보면, 미디어비평 프로그램은 반대 정파를 비난하고 정권 탈취를 위한 여론 선동과 정치공작을 위한 정치권의 도구였다는 건 언론계에서 공공연한 사실이다. 현재의 뉴미디어 시대에 도래해 유튜브나 SNS를 이용한, 대국민 여론전을 위한 미디어 전쟁 시대를 나름 예고했던 것이다.
한국의 TV 방송이 신문 보도의 비평이란 목적을 에둘러 감추고, 미디어비평이라는 이름으로 프로그램을 방송하기 시작한 건, 1998년 김대중 대통령 취임 후 3년 차인 2001년, 김중배씨가 MBC사장  (2001년 3월 ~ 2003년 3월) 으로 취임하면서 부터이다. 
광주 출신이면서 한국일보, 동아일보 기자를 거쳐, 한겨레 편집 위원장과 사장, 언론개혁시민 연대 상임대표, 참여연대 공동대표를 두루 거쳤던 김중배 MBC 사장의 취임은, 당시 MBC는 물론 KBS까지 보도부 문의 기자들은 물론, 정치 시사 문제에 집중했던 교양 PD 사회에 큰 영향을 끼쳤다 할 수 있다.
MBC는 김중배 사장 취임과 함께, 2001년 3월 조선일보, 중앙일보, 동아일보 등 주요신문들의 보도와 논조를 비평하는 [MBC 미디어비평] 이란 주간 단위 프로를 창설했고, 아나운서실의 손석희 아나운서를 초대 진행자로 지명했고, 성경환 아나운서가 그 뒤를 이었으나, 크게 주목을 받지 못한 것으로 알려졌다.
이후 노무현 대통령 (2003년 2월~) 취임과 동시에 MBC 사장에 2003년 3월 이긍희 사장이 취임하고, 자사 미디어비평 프로그램의 지지부진했던 시청률 극복을 위해, 당시 시사매거진 2580부의 취재기자였던 신강균 기자를 새 진행자로 지명하며 프로그램 활성화를 기했고,
KBS도 노무현 대통령 취임 직후인 2003년 6월 [미디어 포커스]라는, 조선일보와 중앙일보 등 정권에 비판적인 논조를 비평하는 주간 단위 미디어비평 프로그램을 새로 편성했다.
- 한국TV 시사프로그램에서 진행자의 이름을 내건 최초의 TV시사컨텐츠

2001년 당시 15년 차 기자였던 신강균 기자는, 1994년부터 보도국의 유일한 탐사 프로그램인 [시사매거진 2580]에 가장 오래 근무했던 기자로서, 미국 탐사보도 프로그램의 원조 격인 뉴욕의 CBS방송의 [60 MINUTES] 본부를 취재하게 된다. [60 MINUTES]는매회 60분 동안에 3명의 기자가 나와 각각의 주제를 심층보도하는 프로그램으로서, 시사매거진 2580의 포맷도 CBS의 [60 MINUTES] 포맷을 거의 그대로 차용한 프로그램이었다.
신강균 기자는, CBS가 [60 MINUTES] 방송 30주년을 맞아, 좀 더 젊은 기자들로 [60 MINUTES 시즌 2]를 출범시킨다는 소식을 접하고, 미국 뉴욕의 CBS 본사 취재를 진행했는데, 좀 더 젊은 기자들로 충원한다는 [60 MINUTES 시즌 2]의 기자들의 평균 나이도 55세를 넘는 사실에 감명받고 (오리지널 [60 MINUTES]의 출연 기자들의 평균 나이는 70세를 넘었다 한다) 정년 때까지 2580부에 있을 것이라며, [시사매거진 2580 시즌 2](가명) 같은 후속 프로그램의 다양화에 관심이 컸다 한다.
그러던 차에, 그동안 시청률이 지지부진하던 MBC의 미디어비평 프로그램의 새 진행자로 신강균 기자가 지명된 이후, 담당 부장과 선배 기자들과 함께, 평소 예능 PD로서 보도 프로그램의 활성화에 관심이 많았던 부산 출신의 최 모 PD를 영입해 그의 디렉팅을 받아들이며, 예능프로그램 같은 세트 배열과 기자와 패널 출연을 혼재시키는 반 예능 포맷을 적용하고, 미국의 유명 방송인 래리 킹처럼 와이셔츠에 멜빵을 메고 진행하면서, 높은 시청률을 기록하기 시작했다.
방영된 이후, 많은 호평과 관심을 받으며 한국의 래리킹 라이브 (LARRY KING LIVE), 자니카슨 쇼 (JONNY CARSON SHOW)라는 평을 받기도 했다. 